# Dominique Napoléon St-Cyr
Dominique Napoléon St-Cyr, né le 4 août 1826 à Nicolet et mort le 3 mars 1899 à Québec, est un enseignant et un homme politique québécois.

## Biographie

### Jeunesse et études
Né à Nicolet, le 4 août 1826, fils de Jean-Baptiste Deshaies, dit Saint-Cyr, cultivateur, et de Josephte Lefebvre, dit Descoteau.
Étudia au collège de Nicolet, il eut comme compagnon de classe le futur évêque de St-Hyacinthe, Mgr Louis-Zéphirin Moreau et comme professeurs les abbés Raimbault, Jean-Baptiste Ferland et Louis-François Laflèche. Il se destinait à l’enseignement, et ce fut la vocation de sa vie. 
Désireux de se perfectionner en langue anglaise, il accepta le poste de professeur de sciences à la faculté d’agriculture de Lennoxville de 1846 à 1848. En 1849, il prit un brevet d’enseignement et refusa par la suite d’aller enseigner aux États-Unis.

### Enseignant puis notaire
En 1850, un de ses oncles habitait Sainte-Anne-de-la-Pérade, et comme un de ses fils avait étudié à Nicolet, il convainquit les commissaires d’écoles de l’engager comme instituteur, puis devient professeur le 13 avril et directeur de l’école du village de 1850 à 1876. Ce dernier accepta, et c’est ainsi qu’il devint citoyen de la paroisse et y passa sa vie, c’est-à-dire pendant près d’un demi-siècle. Il était sévère, d’une discipline rigoureuse. Aux yeux de la population, il passait pour un saint laïc. Ainsi était-il respecté de tous. Obtint un diplôme d'instituteur d'école moderne en 1851 et un diplôme de l'Académie en 1859.
Il avait épousé à Sainte-Anne-de-la-Pérade, le 12 septembre 1854, Marie-Anne-Rose Saint-Cyr, sa cousine germaine, fille de Antoine Deshaies, dit Saint-Cyr et de Marguerite-Émilie Ricard, et éleva une famille de onze enfants.
Fondateur de la première école française catholique à Sherbrooke. Secrétaire-trésorier bénévole de Sainte-Anne-de-la-Pérade du 20 juillet 1859 au 23 janvier 1864. Il est reçu notaire par la Chambre des notaires de Montréal le 15 octobre 1867 à Sainte-Anne-de-la-Pérade. Il fut nommé en 1874 secrétaire d’un comité pour favoriser la colonisation du nord du comté de Champlain.

### Politique
Élu député conservateur dans Champlain en 1875 avec 859 votes (36 %). Réélu en 1878, un peu malgré lui, car il avouait avoir peu de goût pour la chose publique, avec 1552 votes (61 %). Ne s'est pas représenté en 1881.
Nommé membre fondateur de la Société royale du Canada en 1881, il travailla à la mise sur pied de la section de géologie et sciences biologiques de cet organisme jusqu'en 1886. Instigateur du Musée provincial de l'instruction publique et conservateur de ce musée de 1886 à 1890. Auteur de plusieurs écrits publiés dans le Naturaliste canadien. A publié notamment Rapport d'un voyageur au Labrador, suivi du Catalogue des plantes et des oiseaux de la Côte Nord (1886). Collabora également avec l'abbé Léon Provancher (1820-1892) et avec l’abbé Louis-Ovide Brunet (1826-1871) pour effectuer des recherches biologiques et zoologiques. Ses collections de plantes, se sont ajoutées à l’Herbier Louis-Marie. 
Décédé à l’Hôtel-Dieu de Québec, le 3 mars 1899, à l'âge de 72 ans et 6 mois. Inhumé dans le cimetière de Sainte-Anne-de-la-Pérade, le 7 mars 1899.

## Postérité
Au cours des années 1930 et 1940, le botaniste et ethnologue de réputation internationale Jacques Rousseau (1905-1970) a recueilli d’innombrables échantillons dans l’île d’Anticosti, un endroit déjà étudié par Dominique-Napoléon Saint-Cyr. En l’honneur de ce dernier, Rousseau a nommé Iris X Sancta-Cyriana cet hybride naturel entre l’Iris versicolore et l’Iris setosa découverts dans l’île.
Il existe également depuis 1993, une rue D-N-Saint-Cyr à Nicolet en son honneur.

## Sources
- http://www.smq.qc.ca
- http://www.herbier.ulaval.ca/historique.php
- Manuel de botanique, 8e et 9e années, Rolland Dumais, 1961, Éditions Pédagogia.